# Janet Morris
Janet Ellen Morris (geboren am 25. Mai 1946 in Boston, Massachusetts) ist eine amerikanische Science-Fiction- und Fantasy-Autorin.

## Leben
Morris studierte von 1965 bis 1966 an der New York University. 1971 heiratete sie den Schriftsteller und Musiker Christopher C. Morris. Mitte der 1970er Jahre spielte sie Bassgitarre in der Band ihres Mannes. Ab Ende der 1980er Jahre war sie in verschiedenen Funktionen mit der Evaluierung und Propagierung nicht-tödlicher Waffen engagiert. Insbesondere war sie 1989 Projektleiterin am U.S. Global Strategy Council und ab 1990 Forschungsleiterin im Bereich Non-Lethal Programs am Institute for Geopolitical Studies. Sie schrieb mehrere Sachbücher über Strategie und nicht-tödliche Waffen, darunter 1990 zusammen mit John B. Alexander und Richard Groller The Warrior’s Edge.
1995 gründete sie zusammen mit ihrem Mann in Stafford, Virginia, die Firma M2 Technologies, die verschiedene Dienstleistungen und Beratung in Zusammenhang mit dem Einsatz nicht-tödlicher und anderer Waffensysteme anbietet. Morris ist die Geschäftsführerin von M2 Technologies.
1977 veröffentlichte Morris ihren ersten SF-Roman, High Couch of Silistra, den ersten Band der Silistra-Tetralogie. Darin sieht sich Estri Hadrath, Hüterin des Brunnens von Astria, vor die Aufgabe gestellt, den Mann zu finden, der sie mit ihrer Mutter, der obersten Kurtisane gezeugt hat. Silistra ist ein von einem apokalyptischen Krieg vor langer Zeit zerstörter Planet, auf dem die Folgen des Krieges noch immer auf den Bewohnern lasten, unter anderem durch eine verminderte Fruchtbarkeit. Die „Brunnen“ waren ursprünglich dazu gedacht, der Unfruchtbarkeit entgegenzuwirken, sind aber zu weit über den Planeten Silistra hinaus gerühmten Freudenhäusern geworden, matrilinear beherrscht von den obersten Kurtisanen, den „Hohen Gefährtinnen“. Morris beschreibt hier und in den Folgeromanen eine komplexe Gesellschaft, wobei sie öfters Anleihen in der Geschichte nimmt.
Der Gebrauch von historischem Material ist noch ausgeprägter in Morris’ zweitem Zyklus, in dem mit künstlichem Bewusstseins ausgestattete Raumschiffe die Machtbasis der Kerrions bilden, einer mächtigen Familie interstellarer Händler. Morris beschreibt wieder eine komplexe Welt, in der die 16-jährige Shebat sich zurechtzufinden versucht, und die in vielem die Welt des Hellenismus reflektiert. Außerdem spielen hier wie schon in der Silistra-Tetralogie paranormale Fähigkeiten eine nicht unwesentliche Rolle.
Der nächste Zyklus, The Sacred Band of Stepsons, war ein von Morris eröffneter Seitenzweig in Robert Lynn Asprins Thieves’ World-Fantasy-Universum, zu dem sie ab 1980 eine Reihe von Kurzgeschichten und sieben Romane beitrug, bestehend aus der Beyond-Trilogie (1985/1986) und der Tempus-Tetralogie (1987–1990), wobei mehrfach ihr Mann Chris Morris als Koautor wirkte. 
Parallel dazu begann Morris zusammen mit C. J. Cherryh die Heroes in Hell-Reihe, deren Bände großenteils Anthologien mit Erzählungen mehrerer Autoren sind – im ersten Band beispielsweise neben Morris und Cherryh auch Chris Morris, Gregory Benford und David Drake –, in denen verschiedene historische Personen wie Julius Cäsar, Alexander und Macchiavelli in der Hölle mit ihren Machtkämpfen und Intrigen genau dort weitermachen, wo sie der Tod unterbrochen hat. Zu den diversen Personengruppen (Helden, Könige, Piraten, Anwälte, Dichter etc.) gibt es jeweils einen Band. Bis 2017 sind in der Reihe 20 Bände erschienen, bei 17 von diesen war Morris als Autorin beteiligt.
Morris schrieb in den 1980er Jahren auch eine Reihe von Einzelromanen, meist in Kollaboration. Dabei handelt es sich oft um in einer nahen Zukunft angesiedelte Technothriller mit einem Geheimagenten als Protagonisten. Hierher gehören The 40-Minute War (1984), Active Measures (1985) und Medusa (1986).
Neben den Science-Fiction hat Morris auch einige andere Romane geschrieben. Zu nennen ist hier I, the Sun (1980), ein historischer Roman über den Hethiterkönig Šuppiluliuma I.

## Bibliografie
Die Serien sind nach dem Erscheinungsjahr des ersten Teils geordnet.
Die Kämpferinnen von Silistra
- 1 High Couch of Silistra (1977, überarbeitet als Returning Creation, 1984)
  - Deutsch: Die goldene Kurtisane. Bastei-Lübbe-Taschenbuch #24091, 1987, ISBN 3-404-24091-X.
- 2 The Golden Sword (1977)
  - Deutsch: Das Schwert der Hoffnung. Bastei-Lübbe-Taschenbuch #24093, 1987, ISBN 3-404-24093-6.
- 3 Wind from the Abyss (1978)
  - Deutsch: Ein Sturm aus dem Abgrund. Bastei-Lübbe-Taschenbuch #24095, 1987, ISBN 3-404-24095-2.
- 4 The Carnelian Throne (1979)
  - Deutsch: Edelsteinthron. Bastei-Lübbe-Taschenbuch #24097, 1987, ISBN 3-404-24097-9.

Kerrion Empire
- 1 Dream Dancer (1980)
  - Deutsch: Traumtänzer. Übersetzt von Sylvia Pukallus. Goldmann Science-fiction #23418, 1983, ISBN 3-442-23418-2.
- 2 Cruiser Dreams (1981)
  - Deutsch: Traumschiffe. Übersetzt von Sylvia Pukallus. Goldmann Science-fiction #23419, 1983, ISBN 3-442-23419-0.
- 3 Earth Dreams (1982)
  - Deutsch: Traumwelt. Übersetzt von Sylvia Pukallus. Goldmann Science-fiction #23420, 1983, ISBN 3-442-23420-4.

Thieves’ World: The Sacred Band of Stepsons
- Vashanka’s Minion (1980, Kurzgeschichte)
- An End to Dreaming (1982, Kurzgeschichte)
- High Moon (1983, Kurzgeschichte)
- What Women Do Best (1984, Kurzgeschichte, mit Chris Morris)
- Hell to Pay (1985, Kurzgeschichte)
- Pillar of Fire (1986, Kurzgeschichte)
- Power Play (1986, Kurzgeschichte)
- Sanctuary Is for Lovers (1986, Kurzgeschichte, mit Chris Morris)
- The Sacred Band (2010, mit Chris Morris)

Sacred Band-Erzählungen
- A Man and His God (1981, Kurzgeschichte)
- Wizard Weather (1982, Kurzgeschichte)
- Wake of the Riddler (1987, Kurzgeschichte)
- The Fish the Fighters and the Song-Girl and Other Sacred Band Tales (2012, Sammlung, mit Chris Morris)

Sacred Band of Stepsons / Beyond
- 1 Beyond Sanctuary (1985)
- 2 Beyond the Veil (1986)
- 3 Beyond Wizardwall (1986)

Tempus
- 1 Tempus (1987)
- 2 City at the Edge of Time (1988, mit Chris Morris)
- 3 Tempus Unbound (1989, mit Chris Morris)
- 4 Storm Seed (1990, mit Chris Morris)

Heroes in Hell
- 1 Heroes in Hell (1986, Anthologie)
- 2 The Gates of Hell (1986, Roman, mit C. J. Cherryh)
- 3 Rebels in Hell (1986, Anthologie)
- 4 Kings in Hell (1987, Roman, mit C. J. Cherryh)
- 5 Crusaders in Hell (1987, Anthologie)
- 7 Angels in Hell (1987, Anthologie)
- 8 Masters in Hell (1987, Anthologie)
- 9 The Little Helliad (1988, Roman, mit Chris Morris)
- 10 War in Hell (1988, Anthologie)
- 11 Prophets in Hell (1989, Anthologie)
- 12 Explorers in Hell (1989, Roman, mit David Drake)
- 13 Lawyers in Hell (2011, Anthologie, mit Chris Morris)
- 14 Rogues in Hell (2012, Anthologie, mit Chris Morris)
- 16 Dreamers in Hell (2013, Anthologie, mit Chris Morris)
- 17 Poets in Hell (2014, Anthologie, mit Chris Morris)
- 18 Doctors in Hell (2015, Anthologie, mit Chris Morris)
- 20 Pirates in Hell (2017, Anthologie)

The Fleet (Kurzgeschichtenserie)
- The Collaborator (1988)
- Witch Hunt (1990)

Threshold (mit Chris Morris)
- 1 Threshold (1990)
- 2 Trust Territory (1992)
- 3 The Stalk (1994)

ARC Riders (mit David Drake)
- 1 ARC Riders (1995)
- 2 The Fourth Rome (1996)

Romane
- I, the Sun (1980)
- The 40-Minute War (1984, mit Chris Morris)
  - Deutsch: Der 40-Minuten-Krieg. Übersetzt von Jürgen Bürger. Bastei-Lübbe-Taschenbuch #13155, 1988, ISBN 3-404-13155-X.
- Active Measures (1985, mit David Drake)
- Medusa (1986, mit Chris Morris)
- Soul of the City (1986, mit Lynn Abbey und C.J. Cherryh)
- Warlord! (1987)
- Kill Ratio (1987, mit David Drake)
- Outpassage (1988, mit Chris Morris)
- Target (1989, mit David Drake)

Kurzgeschichten
- Raising the Green Lion (1980)
- Hero’s Welcome (1985)
- Basileus (1985, mit C. J. Cherryh)
- To Reign in Hell (1986)
- Graveyard Shift (1986)
- The Great Beer Shortage (1986, mit David Drake)
- Sword Play (1987, mit Chris Morris)
- Gilgamesh Redux (1987)
- The Nature of Hell (1987, mit Chris Morris)
- Instant Karma (1987)
- Sea of Stiffs (1987)
- Sea Change (1987)
- Battle for the Plain of Just Desserts (1988)
- The Best of the Achaeans (1988)
- The Prisoner (1988)
- Mystery (1988, mit Chris Morris)
- Needs Must (1988)
- […] Is Hell (1988)
- Moving Day (1989)
- Bad Luck (1989)
- Second Opinion (1989)
- Birthday Present (1990)
- Rapproachment (1990, mit Chris Morris)
- Fratricide (1991)
- The Bottom Line (1991)
- Escape from Merovingen (Act One Reprised) (1991, mit Chris Morris)
- Escape from Merovingen: Finale in Two Acts (1991, mit Chris Morris)
- A Transmigration of Soul (1992)
- Interview with the Devil (2011, mit Chris Morris)
- Tribe of Hell (2011)
- Babe in Hell (2012, mit Chris Morris)
- Which Way I Fly is Hell (2012)
- Boogey Man Blues (2013)
- Alms for Oblivion (2013)
- Fools in Hell (2013, mit Chris Morris)
- Hell Bent (2013)
- Dress Rehearsal (2014)
- Seven Against Hell (2014, mit Chris Morris)
- Bring Your Rage (2015, mit Chris Morris)
- The First Dragon Eater (2015, mit Chris Morris)
- The Wager (2015, mit Chris Morris)
- Writer’s Block (2015)

Sachliteratur
- The Warrior’s Edge : Front-line Strategies for Victory on the Corporate Battlefield (1990, mit John B. Alexander und Richard Groller)
- Nonlethality: A Global Strategy (1990, 2010, mit Chris Morris)
- The American Warrior (1992) (mit Chris Morris, als Herausgeber)
- Weapons of Mass Protection: Nonlethality, Information Warfare, and Airpower in the Age of Chaos (1995, mit Morris und Thomas Baines)